# 卢皮耶尔堡
卢皮耶尔堡（法語：La Ferté-Loupière，法語發音：[la fɛʁte lupjɛʁ]）是法国勃艮第-弗朗什-孔泰大区约讷省的一个市镇，属于欧塞尔区。

## 地理
卢皮耶尔堡（47°53'44"N, 3°14'8"E）面积30.48 平方千米，位于法国勃艮第-弗朗什-孔泰大區约讷省，该省份为法国中北部内陆省份，西接卢瓦雷省，西北接塞纳-马恩省，南至涅夫勒省，东临科多尔省，东北与奥布省接壤。
与卢皮耶尔堡接壤的市镇（或旧市镇、城区）包括：索姆凯斯、沙西、莱索尔姆、塞波-圣罗曼、沙尔尼奥雷德皮赛、蒙托隆、谢维隆。

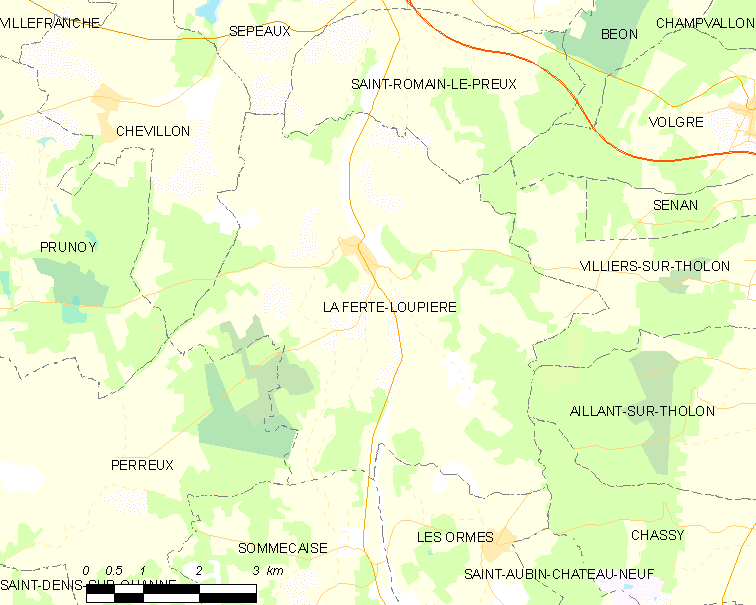
卢皮耶尔堡的OSM定位图

卢皮耶尔堡的时区为UTC+01:00、UTC+02:00（夏令时）。

## 行政
卢皮耶尔堡的邮政编码为89110，INSEE市镇编码为89163。

## 政治
卢皮耶尔堡所属的省级选区为沙尔尼-奥雷德皮赛县。

## 人口

1962-2008年间卢皮耶尔堡人口变化图示

卢皮耶尔堡于2022年1月1日时的人口数量为547人。